# Жуков Євген Михайлович
Євге́н Миха́йлович Жу́ков (рос. Евгений Михайлович Жуков; 23 жовтня 1907, Варшава — 9 березня 1980, Москва) — радянський історик. Академік АН СРСР (1958).
Від 1968 року — директор Інституту загальної історії АН СРСР.
Головний редактор 16-томної «Радянської історичної енциклопедії», виданої у 1961—1976 роках.